# Teodozjusz (Putilin)
Teodozjusz, imię świeckie Siergiej Wasiljewicz Putilin (ur. 24 lipca?/5 sierpnia 1897 w guberni woroneskiej, zm. 13 sierpnia 1980 w Sydney) – biskup Rosyjskiego Kościoła Prawosławnego poza granicami Rosji.

## Życiorys
Był synem kapłana prawosławnego. Wykształcenie teologiczne uzyskał w Wołyńskim Seminarium Duchownym z siedzibą w Żytomierzu w 1918, według innego źródła – w seminarium w Woroneżu. W czasie rosyjskiej wojny domowej zaciągnął się do armii Piotra Krasnowa i brał udział w walkach z bolszewikami nad Donem. Odniósł ciężkie rany; w szpitalu w Rostowie nad Donem amputowano mu palce obu stóp. W 1921 ożenił się z poznaną w szpitalu pielęgniarką Olgą Rozen, po czym bez powodzenia starał się o zgodę biskupa jekaterynosławskiego Arseniusza na przyjęcie święceń duchownych. 
Po wojnie domowej w Rosji pozostał w kraju. Pracował jako księgowy. W 1931 został po raz pierwszy aresztowany na podstawie anonimowego donosu, następnie był więziony od 1936 do 1940, po czym powrócił do pracy w dotychczasowym zawodzie, w Rostowie nad Donem. Po niemieckiej agresji na ZSRR został razem z rodziną wywieziony na roboty przymusowe, na których przebywał do końca wojny. Kolejne dwa lata Siergiej i Olga Putilinowie spędzili w obozie dla przesiedleńców w amerykańskiej strefie okupacyjnej, następnie osiedli w Heilbrunn, unikając repatriacji do ZSRR na podstawie fałszywych dokumentów wskazujących jako miejsce urodzenia Besarabię.
14 października 1948 Siergiej Putilin przyjął święcenia kapłańskie w jurysdykcji Zachodnioeuropejskiego Egzarchatu Rosyjskiego Kościoła Prawosławnego. Z jego ramienia służył w Stuttgatcie, Karlsruhe i Ludwigsburgu, w cerkwiach zorganizowanych przy obozach dla przesiedleńców. W 1949 otrzymał godność protojereja.
W 1950 razem z małżonką emigrował do Australii. Od 1951 służył w cerkwi w Perth, w tym samym roku został proboszczem miejscowej parafii, a następnie również proboszczem parafii w Albany (jurysdykcja Rosyjskiego Kościoła Prawosławnego poza granicami Rosji). W 1969, rok po śmierci małżonki, złożył wieczyste śluby mnisze, przyjmując imię zakonne Teodozjusz. 29 listopada 1969 przyjął z rąk Pierwszego Hierarchy Rosyjskiego Kościoła Prawosławnego poza granicami Rosji, metropolity Filareta, chirotonię biskupią, po której został wikariuszem eparchii Sydney, Australii i Nowej Zelandii z tytułem biskupa Melbourne. Rok później mianowano go ordynariuszem tejże eparchii. W 1979 otrzymał godność arcybiskupią. Zmarł rok później i został pochowany na cmentarzu Karakatta w Perth.